# ليسوم قليل الأسدية
ليسوم قليل الأسدية (الاسم العلمي: Illicium oligandrum) هو نوع نباتي يتبع جنس الليسوم من فصيلة الشزندرية.